# Tsiomeko av Boina
Tsiomeko av Boina, död 1843, var en regerande drottning av kungariket Boina på Madagaskar mellan 1836 och 1839.
Hon efterträdde sin släkting drottning Oantitsy. Hennes rike annekterades 1839 av Kungariket Madagaskar. 